# Idioma Pitta Pitta
Pitta Pitta (también conocido bajo varias otras grafías) es una extinta Lengua aborigen australiana. Se habló en Boulia (Queensland).

## Pituri
Se afirma que el nombre pituri para las hojas masticadas como estimulante por los aborígenes tradicionales se deriva de la palabra Pitta Pitta. pijiri. aunque Walter Roth señaló en 1897 que la palabra 'pituri', así pronunciada, era el término utilizado por el pueblo vecino yurlayurlanya, y añadió que el pueblo Pitta Pitta lo llamaba "tarembola"..

## Estatus
En 1979, Barry J. Blake informó que Pitta Pitta estaba "prácticamente extinta", y sólo quedaban tres hablantes: Ivy Nardoo de Boulia, Ted Marshall y Linda Craigie de Mount Isa. Ahora se considera poco probable que quede algún hablante.

## Fonología

### Vocales
|         | Anterior | Central | Posterior |
| ------- | -------- | ------- | --------- |
| Cerrada | i iː     |         | u uː      |
| Abierta |          | a aː    |           |

### Consonants
|                   | Periférica | Periférica | Laminal | Laminal  | Apical   | Apical     | Apical |
| Labial            | Velar      | Dental     | Palatal | Alveolar | Alveolar | Retrofleja |        |
| ----------------- | ---------- | ---------- | ------- | -------- | -------- | ---------- | ------ |
| Explosiva         | p          | k          | t̪       | c        | t        | t          | ʈ      |
| Nasal             | m          | ŋ          | n̪       | ɲ        | n        | n          | ɳ      |
| Lateral           |            |            | l̪       | ʎ        | l        | l          | ɭ      |
| Vibrante/Múltiple |            |            |         |          | ɾ        | r          |        |
| Aproximante       | w          |            |         | j        |          |            | ɻ      |

## Vocabulario
A continuación se muestra una lista de vocabulario básico de Blake (1981).
| English       | Pitta-Pitta |
| ------------- | ----------- |
| hombre        | karna       |
| mujer         | parratya    |
| madre         | ngamari     |
| padre         | yapiri      |
| cabeza        | karti       |
| ojo           | miyi        |
| nariz         | milya       |
| oreja         | ngarra      |
| boca          | parla       |
| lengua        | ṯarli       |
| diente        | mirlka      |
| mano          | mará        |
| pecho         | kaputyu     |
| estómago      | ngampa      |
| orina         | purra       |
| heces         | kuna        |
| muslo         | marla       |
| pie           | ṯina        |
| hueso         | pirna       |
| sangre        | kimpa       |
| perro         | piyawarli   |
| serpiente     | kaṯi        |
| canguro       | kulipila    |
| zarigüeya     | ṯinapali    |
| pescado       | cúpi        |
| araña         | kupú        |
| mosquito      | kuṉṯi       |
| emú           | warrukatyi  |
| halcón águila | kurriṯala   |
| cuervo        | wakiri      |
| sol           | warlka      |
| luna          | tyangi      |
| estrella      | tyinpi      |
| piedra        | tipu        |
| agua          | ngapu       |
| campamento    | ngurra      |
| fuego         | maka        |
| fumar         | kuṯu        |
| comida        | yaṉṯurru    |
| carne         | kaṯi        |
| estar de pie  | ṯarrka      |
| sentarse      | ṉangka      |
| ver           | ṉatyi       |
| ir            | karnta      |
| obtener       | matrimonio  |
| golpe         | piṯi        |
| yo            | ngantya     |
| tú            | en pa       |
| uno           | ngururu     |
| dos           | parrkula    |

## Lenguaje de señas
Pitta Pitta había desarrollado bien una forma de señas de su lengua.